# A Lady Surrenders
Pour plus de détails, voir Fiche technique et Distribution.
A Lady Surrenders est un film américain réalisé par John M. Stahl et sorti en 1930.
C'est un film important dans la carrière de Stahl, c'est en effet son premier film parlant, et sa première collaboration avec les studios Universal.

## Synopsis
Un homme est abandonné par sa femme, et supposant qu'elle ne reviendra pas, il se remarie avec une autre. Sa situation se complique quand sa première femme revient à la maison.

## Fiche technique
- Réalisation : John M. Stahl
- Scénario : Gladys Lehman (adaptation), Arthur Richman (dialogues) d'après Sincerity, a Story of Our Time de John Erskine
- Producteur : Carl Laemmle, Carl Laemmle Jr.
- Photographie : Jackson Rose
- Montage : Maurice Pivar, William L. Cahn
- Distributeur : Universal Pictures
- Durée : 95 minutes
- Date de sortie : 6 novembre 1930

## Distribution
- Conrad Nagel : Winthrop Beauvel
- Rose Hobart : Isabel Beauvel
- Genevieve Tobin : Mary
- Basil Rathbone : Carl Vandry
- Edgar Norton : le majordome
- Carmel Myers : Sonia
- Franklin Pangborn : Lawton
- Vivien Oakland : Mrs. Lynchfield
- Grace Cunard : Maid
- Virginia Hammond : Woman